# Calamotropha melanosticta
Calamotropha melanosticta là một loài bướm đêm trong họ Crambidae.